# Július Béreš
Július Béreš (Jenke, 1939. október 13. – 2013. április 19.) szlovák régész.

## Élete
Egyetemi tanulmányait 1958-1963 között a Comenius Egyetem Régészeti Tanszékén végezte. 1970-ben kisdoktori címet, 1983-tól a Szlovák Tudományos Akadémia tudományok kandidátusa fokozatot szerzett. 1986-1990 között és 2005-től haláláig a Szlovák Tudományos Akadémia Régészeti Intézete kassai kihelyezett munkahelyének igazgatója volt. Elsősorban kora középkori szláv régészettel és telepkutatásokkal foglalkozott, főként kelet Szlovákia területén. A Východoslovenský pravek folyóirat szerkesztőbizottsági tagja.
Ásatott többek között Kassán a Domonkos rendi templomban, Kassamindszenten, Királyhelmecen, Szepestamásfalván, Tótselymesen.

## Művei
- 1974 Výsledky doterajšieho výskumu slovanského hradiska v Šarišských Sokolovciach. Nové obzory 16, 113-131.
- 1978 Výskum slovanského mohylníka v Kráľovskom Chlmci. Nové obzory 20, 185-203.
- 1984 Ethnische Probleme auf den birituellen awarenzeitlichen Gräberfeldern in der Slowakei. In: Interaktionen der Mitteleuropäischen Slawen und anderen Ethnika im 6.-10. Jahrd. Nitra, 27-32.
- 1985 Keramika na tzv. avarských pohrebiskách a sídliskách zo 7.-8. stor. na Slovensku. Slovenská archeológia 33-1, 15-70.
- 1995 Slovanské pohrebisko v Dolnom Petre IV (teraz Svätý Peter). Slovenská archeológia 43-1, 111-160.
- 1998 Výsledky archeologického výskumu v centre Košíc. Slovenská archeológia 46-2, 333- 351. (tsz. Uličný, M.)
- 2016 Pohrebisko z obdobia avarského kaganátu vo Valalikoch-Všechsvätých. Nitra (tsz. Jozef Zábojník)

## Elismerései és emlékezete
- 2003 Szlovák Vöröskereszt Arany Janský plakett
- 2009 A Szlovák Tudományos Akadémia Híres Személyiségei[1]

## Külső hivatkozások
- Szlovák Tudományos Akadémia Régészeti Intézete